# Xuyên dụng mạng
Trong ngành mạng máy tính, xuyên dụng mạng (tiếng Anh: network transparency) là một tính chất của giao thức. Với tính chất này giao thức đó có khả năng gửi dữ liệu qua mạng theo một cách mà các ứng dụng sử dụng giao thức đó không nhận biết và không cần quan tâm.
Thuật ngữ này thường được dùng trong ngữ cảnh của hệ thống X Window - hệ thống có khả năng truyền dữ liệu đồ họa qua mạng và tích hợp nó một cách liền mạch với các ứng dụng đang chạy và hiển thị tại chỗ.

## Cơ sở dữ liệu phân tán
Trong một hệ cơ sở dữ liệu tập trung (centralized database system), nguồn tài nguyên duy nhất cần được che khỏi người dùng là dữ liệu (nghĩa là hệ thống lưu trữ - storage system). Trong một hệ quản trị cơ sở dữ liệu phân tán, mạng máy tính là tài nguyên thứ hai cần được quản lý theo cách đó. Người dùng không nên biết và không cần phải quan tâm đến chi tiết hoạt động của mạng. Khi đó, sẽ không có sự khác biệt giữa các ứng dụng chạy trên CSDL tập trung và các ứng dụng chạy trên CSDL phân tán. Kiểu xuyên dụng này được gọi là xuyên dụng mạng hay xuyên dụng phân tán. Từ góc nhìn của một hệ quản trị cơ sở dữ liệu, tính xuyên dụng mạng đòi hỏi rằng người dùng không phải chỉ rõ dữ liệu được đặt tại đâu.
Một số người đã phân tách xuyên dụng phân tán thành xuyên dụng địa điểm (location transparency) và xuyên dụng tên (naming transparency)
Tính xuyên dụng địa điểm được sử dụng để thực hiện các tác vụ không phụ thuộc cả địa điểm của dữ liệu lẫn hệ thống mà thao tác được thực hiện trên đó.
Tính xuyên dụng tên có nghĩa rằng mỗi đối tượng trong CSDL được cung cấp một cái tên duy nhất.